# Осгуд, Фрэнсис Сарджент
Фрэнсис Сарджент Осгуд (англ. Frances Sargent Osgood; 18 июня 1811, Бостон, Массачусетс — 12 мая 1850, Нью-Йорк) — американская поэтесса и писательница, популярная фигура американского бомонда XIX века, знаменитая также романтическими отношениями с Эдгаром Алланом По и серией стихотворений, которыми они обменивались. В обществе также была известна под псевдонимом Фанни (англ. Fanny).

## Биография

### Ранние годы
Фрэнсис Сарджент Локк родилась в Бостоне, штат Массачусетс, в семье Джозефа Локка (англ. Joseph Locke), успешного предпринимателя, и его второй жены Мэри Ингерсолль Фостер (англ. Mary Ingersoll Foster). Его первая жена, Марта Ингерсолль приходилась сестрой его второй жене. В свою очередь Мэри была вдовой Бенджамина Фостера, от которого у неё было двое детей: Уильям Винсент Фостер (англ. William Vincent Foster) и Анна Мария Уэллс (англ. Anna Maria Wells), которая также стала поэтом и близким другом Фрэнсис. У Джозефа и Марии родилось семь детей, среди которых был и американский писатель Андрю Атчинсон Локк (англ. Andrew Aitchison Locke).
Фрэнсис выросла в местечке Хингхем в шт. Массачусетс. В юности она посещала престижный Бостонский Лицей для Юных Леди (англ. Boston Lyceum for Young Ladies). Первые стихи Фрэнсис были опубликованы, когда её было всего четырнадцать лет, в литературном журнале для детей — «Juvenile Miscellany», издании, которое выходило дважды в месяц и публиковало детскую поэзию. Литературным редактором выступила Лидия Мария Чайлд.

### Замужество

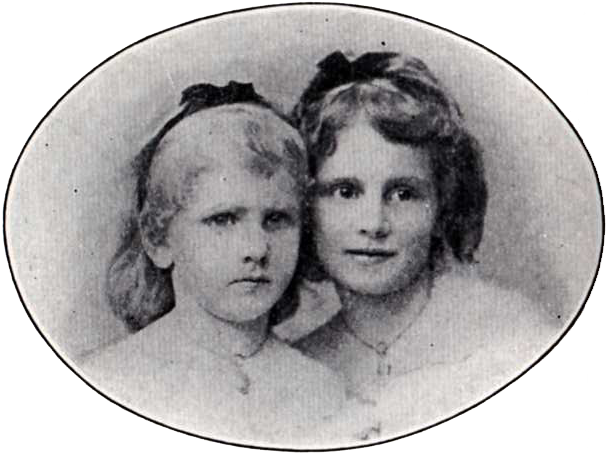
Дочери Фрэнсис Осгуд

В 1834 году Фрэнсис писала стихи под впечатлением от картин. Так, в Бостонской библиотеке Boston Athenaeum она познакомилась с молодым художником-портретистом Самуэлем Стиллманом Осгудом, который попросил её попозировать ему для портрета. Молодые люди обручились ещё до того, как портрет был завершён, а поженились 7 октября 1835 года.
После свадьбы пара переехала в Англию. 15 июля 1836 года родилась их первая дочь, Эллен Франсис. В 1838 году, всё ещё пребывая в Англии, Фрэнсис публикует сборник стихов A Wreath of Flowers from New England, где также была опубликована драматическая поэма в пяти актах «Эльфрида». Чуть позднее вышел ещё один сборник стихов The Casket of Fate.
В 1839 году из-за смерти отца Фрэнсис, семья вернулась в Бостон. После рождения 21 июля 1839 года их второй дочери, Мэй Винсент, семейство перебралось в Нью-Йорк. Фрэнсис стала востребованной писательницей и популярной фигурой нью-йоркского литературного сообщества. Многие её произведения печатались в популярных в то время литературных журналах. Иногда она писала под псевдонимами Кейт Кэрол (англ. Kate Carol) и Виолет Вэйн (англ. Violet Vane). В 1841 году была опубликована её книга The Poetry of Flowers and the Flowers of Poetry. Также изданы The Snowdrop, a New Year Gift for Children (1842), Rose, Sketches in Verse (1842), Puss in Boots (1842), The Marquis of Carabas (1844), и Cries in New York (1846).
Несмотря на большой успех на литературном поприще, в личной жизни Фрэнсис ждал крах. Есть свидетельства того, что пара рассталась к 1843 году.

### Отношения с Эдгаром Алланом По
В феврале 1845 года По читал лекцию в Нью-Йорке, в которой подверг критике американскую поэзию, в особенности Генри Уодсворта Лонгфелло. Однако он отдельно выделил поэзию Осгуд, предрекая ей «светлое будущее» в литературе. Фрэнсис пропустила тогда лекцию, но своей подруге написала в письме, что По «считается весьма строгим критиком» и тем приятнее его комплимент.
Считается, что По и Осгуд впервые встретились лично, когда были представлены друг другу 
Натаниэлем Паркером Уиллисом в марте 1845 года. Фрэнсис уже рассталась с мужем, хотя и не развелась. Жена По, Вирджиния Элиза Клемм ещё была жива, но состояние её здоровья было весьма тяжелым. Вполне возможно, что в Осгуд По привлекало то, что они оба были из Бостона, и ещё её ребячливость, напоминающая Вирджинию. Уже в это время у Фрэнсис могла быть начальная стадия туберкулёза, как и у Вирджинии.
Пользуясь тем, что владеет одной третью «Broadway Journal», По публиковал некоторые стихи Осгуд, включая весьма кокетливые. По отвечал своими стихотворениями, опубликованными там же под псевдонимом Edgar T. S. Grey. Наиболее заметным его произведением этого периода считается стихотворение «Валентина», которое представляет собой шараду, в которой спрятано имя Фрэнсис (в первой строке первая буква, во второй — вторая и так далее):

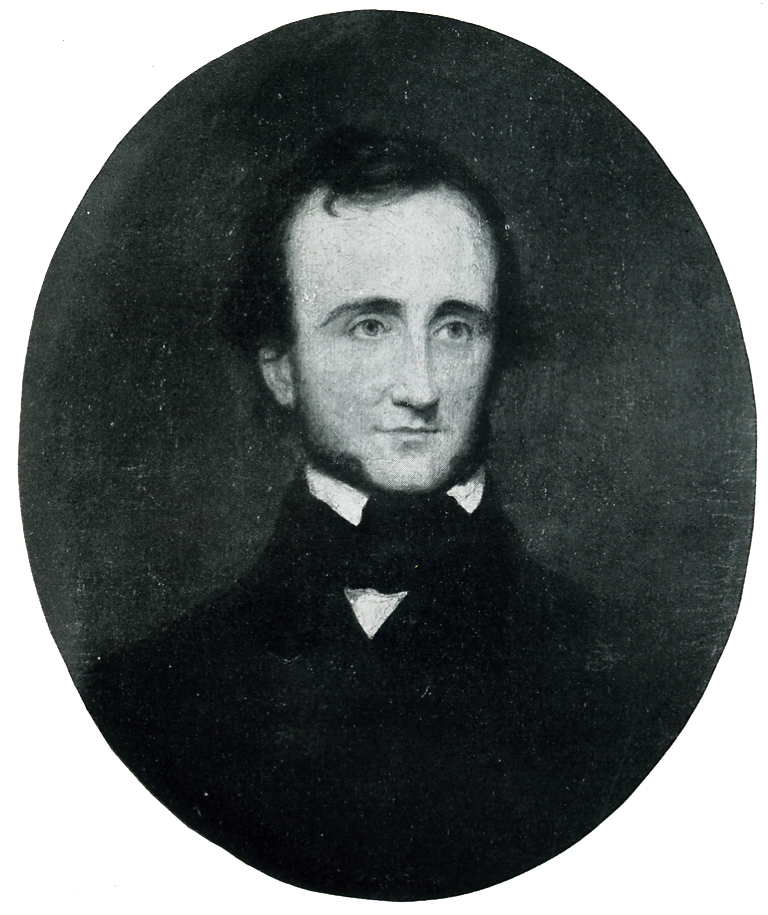
Портрет Э. А. По работы Самуэля Осгуда (1840)

Несмотря на столь страстную переписку, отношения По и Осгуд оставались сугубо платоническими. Как ни странно, но жена По Вирджиния одобряла эти отношения и часто приглашала Осгуд к ним в дом. Ей казалось, что отношения с Осгуд благотворно влияют на её супруга. По перестал злоупотреблять алкоголем, в частности, чтобы произвести на Осгуд впечатление. Вполне возможно, что предчувствуя свой скорый конец, Вирджиния присматривала того, кто позаботится о По после её смерти. Муж Осгуд, Самуэль, также не возражал против таких отношений, поскольку привык к импульсивным поступкам своей жены. Однако другие не оказывали им такой поддержки и отношения По и Осгуд подвергались жесткой критике.
Поэтесса Элизабет Эллет, чью любовь он отверг, распространяла слухи о дружбе По и Фрэнсис. Она даже общалась с Вирджинией на тему нарушения приличий. Эллет также предполагала, что третий ребёнок Осгуд — Фанни Фэй был рождён ею не от мужа, а от По. Фанни Фэй родилась в июне 1846 года, но умерла уже в октябре того же года. Один из биографов По, Кеннетт Сильверман считает предполагаемое отцовство По «возможным, но маловероятным».
Пытаясь защитить своё имя, Фрэнсис Осгуд передала Эдгару По через Маргарет Фуллер и Энн Линч Ботта просьбу вернуть ей все письма, чтобы она могла их уничтожить. В июле 1846 года Сэмуэль Осгуд потребовал от Эллет извинений перед его женой, в противном случае он пригрозил ей иском о клевете. Эллет ответила письмом, в котором отказалась от своих слов и заявлений, а всю ответственность переложила на По и его жену Вирджинию. После 1847 года Фрэнсис Осгуд и По не общались.
Эдгар Аллан По был не единственным мужчиной, с которым Осгуд флиртовала в стихах. Несколько мужчин признавались ей в своих чувствах, в том числе Руфус Уилмот Гризвольд, которому Осгуд посвятила поэтический сборник. Соперничество между Гризвольдом и По за Осгуд вылилось в публичную вражду, ярким подтверждением которой стала компания Гризвольда по очернению репутации По, которую Гризвольд затеял после смерти Эдгара Алана По и которая продолжалась вплоть до его собственной смерти в 1857 году.

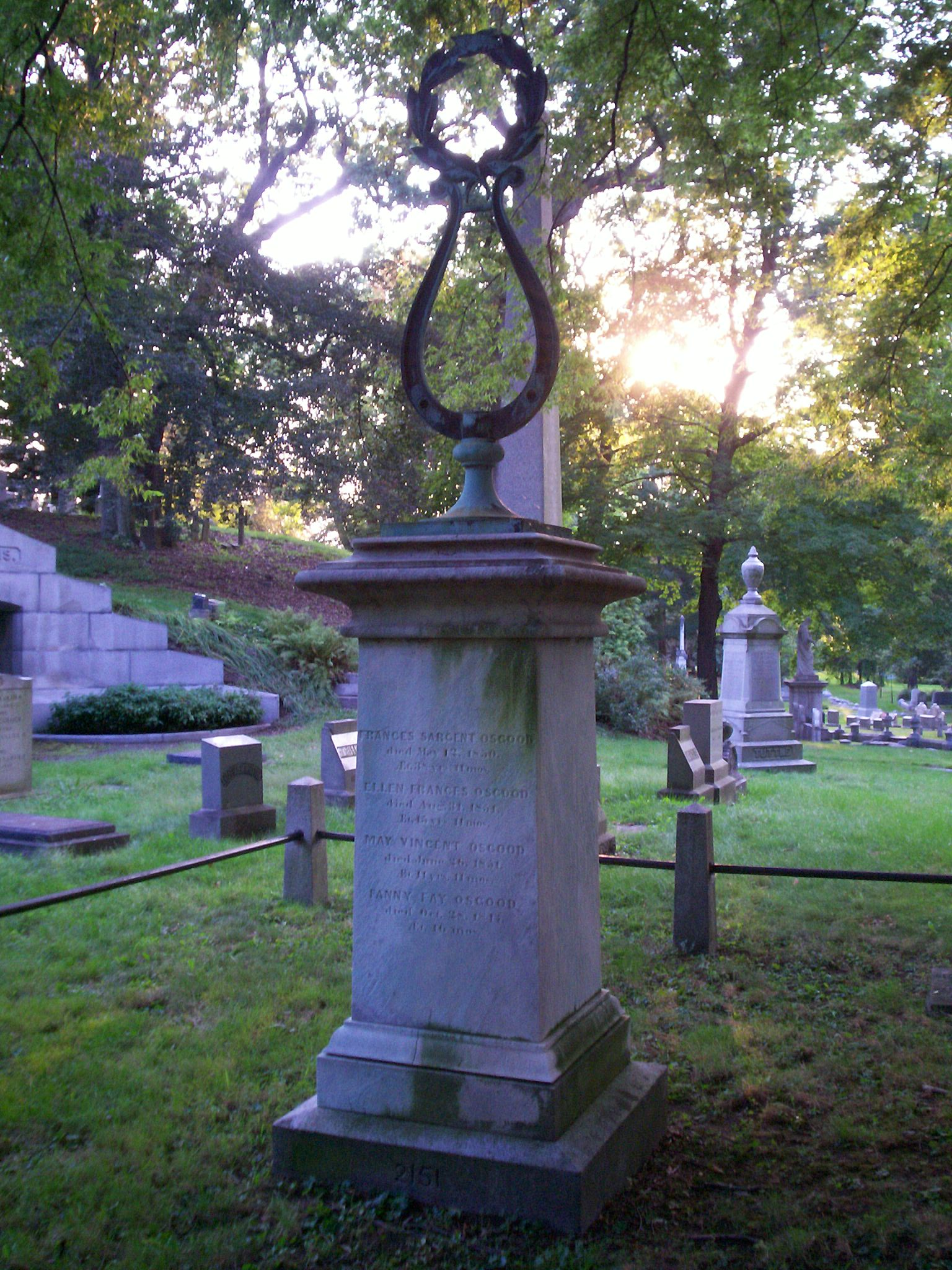
Могила Фрэнсис Осгуд и её семьи на Кладбище Маунт Обурн

К «литературному флирту» с Осгуд относятся такие стихотворения Эдгара По, как, в частности, «В Альбом» (Ф-с С. О-д, англ. To F——s S. O——d), «К Ф.» (англ. To F——).

### Смерть
Осгуд и её муж воссоединились в 1846 году и ненадолго переехали в Филадельфию чтобы переждать там скандал. Несмотря на болезнь Фрэнсис продолжала писать стихи. К началу 1847 года она была изолирована в своей комнате из-за болезни, её дочерям было 11 и восемь лет, именно им посвящено большинство поэтический произведений Осгуд этого периода. В 1849 году её муж, который с трудом зарабатывал деньги портретами, вновь оставил её в пылу золотой лихорадки. Незадолго до её смерти он вернулся.
Осгуд умерла от туберкулёза в 1850 году в своём доме в Нью-Йорке. К этому моменту она уже не могла говорить, её последними словами было «Ангел», написанное на грифельной доске и адресованное мужу. Фрэнсис была похоронена в семейном склепе на кладбище Mount Auburn Cemetery в городе Кэмбридж (шт. Массачусетс). В 1851 году вышел сборник её поэзии, опубликованный друзьями под названием «Мемориал, составленный друзьями покойной миссис Фрэнсис Сарджент Локк Осгуд» (The Memorial, Written by Friends of the Late Mrs. Frances Sargent Locke Osgood). В 1854 году сборник был переиздан под названием «Laurel Leaves» и содержал предисловие, составленное Гризвольдом. Целью переиздания был сбор денег на установку памятника. Фанни Ферн, которая в своей книге «Fern Leaves from Fanny’s Port-Folio» отметила, что к 1854 году памятника на могиле Осгуд так и не появилось, раскритиковала за это Самуэля Осгуда, который ответил ей через заметку в New York Evening Post. В частности он сообщил, что вдохновившись стихотворением Фрэнсис «The Hand That Swept the Sounding Lyre» он сделал проект надгробного памятника.
Дочери Фрэнсис Осгуд умерли через год после смерти своей матери: Мэй Винсент Осгуд скончалась в 26 июня 1851 года, а Эллен Фрэнсис 31 августа.

## Литературный стиль
Осгуд была весьма плодовитой писательницей, и печаталась во всех основных периодических изданиях своего времени. Фрэнсис Осгуд была одной из самых популярных поэтесс средины 40-х годов XIX века. Её поэзия была очень личной и раскрывала внутренний мир Фрэнсис и её отношения с другими людьми, несмотря на то, что была застенчива. В основе её поэзии лежала любовная лирика, хотя были и стихи, посвящённые матери, сестре, мужу и некоторым друзьям. Стихи, написанные её детям, не отличались сентиментальностью, а литературовед Эмили Стипс Уоттс находит в них «откровенную попытку выразить свои мысли и эмоции, которые никогда раньше не выражались в женской поэзии с такой экспрессией». В стихах сквозила искренняя озабоченность их развитием и воспитанием.
Гризвольд однажды сказал, что она пишет стихи «с лёгкостью, присущей беседе». В одном из критических обзоров её поэзии, По отметил, что «ей нет равных ни в нашей стране, ни в Англии». Он опубликовал критический очерк к её поэтическому сборнику «A Wreath of Flowers from New England» в издании Godey’s Lady’s Book за сентябрь 1846 года, заявив, что автор демонстрирует «глубину чувств и тонкость вкуса» и что она заслуживает публикации большим тиражом.

## Произведения
- A Wreath of Flowers from New England (1838)
- The Casket of Fate (1839)
- The Poetry of Flowers and the Flowers of Poetry (1841)
- The Snowdrop, a New Year Gift for Children (1842)
- Rose, Sketches in Verse (1842)
- Puss in Boots (1842)
- The Marquis of Carabas (1844)
- Cries in New York (1846)
- The Memorial, Written by Friends of the Late Mrs. Frances Sargent Locke Osgood (опубликован посмертно в 1851)
- Laurel Leaves (опубликован посмертно в 1854)